# Helmi Eller
Helmi Eller, född 8 december 1902 i Tartu, Estland, död 18 juli 1998 i Stockholm, var en estlandsfödd svensk litteraturvetare, översättare och pedagog. Eller var lärare i estniska i både Estland och Sverige, och skrev recensioner och essäer i tidskrifter. Hon översatte även bland annat William Faulkner och Väinö Linna till estniska.
Eller tog sin examen från Tartu universitet,  där hon bland annat hade studerat estniska, estnisk litteratur, litteraturvetenskap och engelska. Därefter arbetade hon som lärare i Estland, innan hon 1944 flyttade till Sverige. Där arbetade hon inledningsvis vid Försäkringskassan, innan hon började undervisa i estniska språket och dess litteratur vid Estniska skolan.